# Marie Hankel
Marie Hankel (n. 2 februarie 1844, Schwerin, Confederația Germană – d. 15 decembrie 1929, Dresda, Republica de la Weimar) a fost o scriitoare germană de literatură esperanto. Ea este cel mai cunoscută pentru fondarea Esperantista Literatura Asocio (Asociația Literaturii Esperanto). De asemenea, Hankel  a susținut dreptul la vot al femeilor.

## Biografie
S-a născut ca Marie Dippe în 1844 în Schwerin, Germania. În toamna anului 1868 s-a căsătorit la Erlangen cu profesorul de matematică Hermann Hankel (1839 - 1873). În 1868/69 cuplul s-a mutat la Erlangen și în anul următor la Tübingen, unde Hermann Hankel a preluat catedra de matematică. În perioada 1869-1873 a născut trei copii, Martin, Margarete și Minna (acesta din urmă a decedat), probabil la domiciliul familiei de lângă Tübingen.
În 1873, soțul ei a decedat la vârsta de 34 de ani și jumătate, apoi ea a trăit 32 de ani ca văduvă în Mühlenstr. În 1905 se mută cu fiica ei Margarete la Dresda. În 1891 a urmat cursuri de Kunstgeschichte für feine Damen (Istoria artei pentru doamnele fine) în Schwerin, iar 1902 citește despre Esperanto în revista Die Woche.
În 1905, la 61 de ani, Hankel a învățat Esperanto și, ulterior, a scris poezie și proză în această limbă. Printre scrierile sale se numără La simbolo de l 'amo (cu sensul de Simbolul iubirii), Tri unuaktaj komedioj (Trei comedii pentru prima persoană) și Sableroj (Nisipurile). În 1909 a participat și a câștigat concursul literar Internaciaj Floraj Ludoj (Jocurile Florale Internaționale). În 1910, a vorbit în sprijinul votului femeilor la Congresul Mondial (Universal) de Esperanto din Washington, D.C.. În 1911, Marie Hankel a fondat și a devenit primul președinte al Esperantista Literatura Asocio (Asociația Literaturii Esperanto) la Congresul Mondial de Esperanto din Anvers din acel an.
Hankel a murit în 1929.

## Creativitate
În poeziile sale, Marie Hankel a exprimat tendințele idealiste ale esperantismului dinainte de război. Lucrarea sa principală a fost colecția de poezii și de nuvele Nisipuri (Sableroj, 1911).

## Moștenire
În 2003, o stradă din districtul Laubegast din Dresda a fost numită în onoarea sa.

## Legături extern
Materiale media legate de Marie Hankel la Wikimedia Commons